# Out-of-area-Debatte

Animation mit der Entwicklung des geografischen Geltungsbereichs des NATO-Vertrags seit 1949

Die Out-of-area-Debatte war eine in der Bundesrepublik Deutschland zu Beginn der 1990er-Jahre geführte politische Debatte zur Zulässigkeit von Einsätzen der Bundeswehr außerhalb des geografischen Geltungsbereichs des NATO-Vertrags.
Gegenstand waren Beschlüsse der Bundesregierung aus den Jahren 1992 und 1993 über die Mitwirkung deutscher Soldaten an Überwachungsmaßnahmen der NATO und WEU aufgrund von Resolutionen des Sicherheitsrats der Vereinten Nationen zum Embargo gegenüber Restjugoslawien (Serbien und Montenegro) in der Adria und zum Flugverbot über Bosnien-Herzegowina mittels AWACS-Aufklärungsflügen, zum anderen der Regierungsbeschluss aus dem Jahr 1993 zur Entsendung eines deutschen Nachschub- und Transportbataillons nach Somalia, welches im Rahmen der UNOSOM II-Blauhelm-Aktion logistische Hilfestellung gegenüber einem indischen Blauhelm-Verband leisten sollte.
Mit Urteil vom 12. Juli 1994 verpflichtete das Bundesverfassungsgericht die Bundesregierung, für einen Einsatz bewaffneter Streitkräfte die grundsätzlich vorherige konstitutive Zustimmung des Deutschen Bundestages einzuholen.

## Ausgangslage
Mit dem Ende des Kalten Krieges und zunehmender Distanz zum Zweiten Weltkrieg hatte sich die geopolitische Situation verändert. Nach der Entwaffnung Deutschlands 1945 wurde die Bundeswehr 1955 zur Unterstützung der NATO gegründet.
Rahmengebend für den Einsatz der Bundeswehr sind die Artikel 24 und der 1955 neu geschaffene Artikel 87a im Grundgesetz. Sie regeln die Aufstellung, nach Art. 87a GG, und Verwendung, nach Art. 24 GG, der deutschen Streitkräfte. Essentiell ist dabei die Einordnung der Bundesrepublik in „(…) einem System gegenseitiger kollektiver Sicherheit, (…), die eine friedliche und dauerhafte Ordnung (…) zwischen den Völkern der Welt herbeiführen und sichern.“ Zu diesem Zweck darf der Bund Hoheitsrechte, also Staatsgewalt, also Militär, auf zwischenstaatliche Einrichtungen übertragen.
Die Schlüsselrolle kommt dabei der UNO zu. Sie erfüllt, neben der NATO, den Begriff des Systems kollektiver Sicherheit im Sinne des Art. 24 GG. In Kapitel VII ihrer Charta regelt die überstaatliche Institution friedensherstellende Maßnahmen bei Bedrohung oder Bruch des Friedens und Angriffshandlungen auf staatlicher Ebene. Das Kapitel VIII der UN-Charta bezieht sich auf die Rolle zwischenstaatlicher, organisatorischer Übereinkünfte zwischen Staaten zur individuellen und kollektiven Selbstverteidigung. Folglich konnte die Bundeswehr durch den neu geschaffenen Art. 87a GG im Rahmen von UN-Friedensmissionen, auch „friedensherstellend“, eingesetzt werden.
Deutschland kann bis zur Wiedervereinigung als „Trading State“, nach Roserance, klassifiziert werden. Als solcher hat der Staat überdurchschnittliche Außenhandelsverflechtungen und ist daher abhängig von einer funktionierenden Weltwirtschaft. Kriegerische Handlungen liegen Trading States fern.
Der aus dem Handel entspringende Reichtum bringt Verantwortung mit sich. Folglich entsendet Deutschland im Rahmen der UNTAG-Mission im Jahre 1989 Beamte des Bundesgrenzschutz nach Namibia zur Wahlüberwachung. Dies ist der erste bekannt gewordene Nachkriegseinsatz deutscher Exekutivorgane. Es folgen fünf weitere Kleinsteinsätze: in der Westsahara, der Türkei und dem persischen Golf, Kambodscha und Sarajevo. Mehr dazu hier.
Mit dem Ende des Ost-West-Konfliktes und der deutschen Wiedervereinigung veränderte sich das internationale Gefüge. Als Bosnien-Herzegowina kollabiert, stellt der europäische Krisenherd Deutschland vor juristische und parteipolitische Probleme.

## Probleme der Realpolitik

### Jugoslawien
Im Juli 1991 forciert die Bundesregierung die Völkerrechtliche Anerkennung Kroatiens und Sloweniens. Folglich wird der innerjugoslawischen Konflikt juristisch als internationale Auseinandersetzung klassifiziert. Folglich wäre die UN für die Sicherheit der neuen Staaten zuständig. Basis der Macht der Vereinten Nationen ist jedoch das Engagement ihrer Mitglieder.
- Im Juli 1992 überwacht der Zerstörer Hamburg im Rahmen der Operation Sharp Guard das Waffenembargo gegen Serbien und Montenegro in der Adria. Die UN weitet im November das Mandat von der Überwachung zur Durchsetzung des Embargos aus. Die internationalen Truppen sollen auch Schiffe kontrollieren. Dabei wird die Hamburg im weiteren Operationsverlauf für Stop & Search Operationen ausgeklammert.
- Ab Oktober 1992 erfolgt Awacs-Luftraumüberwachung der UN über Bosnien-Herzegowina. Dabei besteht ein Drittel der Besatzungen aus deutschen Soldaten. Zentral für die Mission ist der Stützpunkt in Geilenkirchen. Es kommt zum Koalitionsstreit zwischen FDP und Union beim Thema der Durchsetzung des Flugverbots. Die Implementierung der Luftraumüberwachung machte AWACS zu Feuerleitstellen. Das Flugpersonal wird völkerrechtlich zu Kombattanten.

Die Bundesregierung beschloss die Bereitstellung von drei Flugzeugen und des Kriegsschiffs ohne vorherige Konsultation des Parlaments. Dabei beruft sich Außenminister Kinkel auf den „Eigenverantwortungsbereich der Exekutive“. Die SPD, vertreten durch ihren Sprecher Hans-Ulrich Klose, warf der Regierung eine Missachtung des Parlaments vor. Der Überwachungseinsatz begann am 16. Juli 1992 um 8 Uhr, die Sitzung des Verteidigungs- und des Auswärtigen Ausschusses erst um 11 Uhr. Daraufhin klagt die SPD am 18. August 1992 gegen die deutsche Beteiligung an der NATO- und WEU-Operation. Knackpunkt ist das Umgehen des Bundestags durch die Bundesregierung.

### Somalia
Aufgrund der humanitären Notlage im Bürgerkriegsland Somalia plant die UNO 1992 eine humanitäre Mission. Die deutsche Regierung bietet ein verstärktes Logistik-Bataillon von 1700 Mann für humanitäre Aufgaben in Somalia an. Der Einsatz transportiert zwei Gesichtspunkte: er soll einerseits die internationale Solidarität und Handlungsfähigkeit Deutschlands beweisen und andererseits als Kompensation für die Zurückhaltung im zerfallenden Jugoslawien dienen. Der Einsatz ist absolut konform zu Kapitel VII der UN-Charta.
Das Grundgesetz sah in Art. 87 Abs. 2 lediglich einen Einsatz „unterhalb der Einsatzschwelle“ vor. Also nur Einsätze in befriedeten Gebieten, ohne Ausführung von Zwangsmaßnahmen als rein humanitäre Aktion.
Die eingesetzten Soldaten sollten eine indische Brigade von 4000 Mann unterstützen. Das Bundestagsmandat gestattete lediglich den Transport humanitärer Güter, Munition nur zum Selbstschutz. Konkrete Probleme wären eingetreten, wären die Inder in Kämpfe verwickelt worden, ohne über ausreichende Munition zu verfügen. Des Weiteren entsandte die Bundeswehr am 12. Mai 1993 ein Vorauskommando nach Somalia. Aus Sicht der SPD gefährdete dies Leib und Leben der Soldaten. Folglich beantragte die SPD-Fraktion im BT, am 14. Mai 1993, vom Bundesverfassungsgericht den Rückruf des Vorkommandos aus dem Bürgerkriegsland. Das Verfassungsgericht stellt fest, dass der Bundestag über jede Verwendung der Truppen zu entscheiden hat.
Die indischen Blauhelme wurden andernorts eingesetzt. Die deutschen werden bei ihren Transportfahrten von italienischen und US-amerikanischen Verbänden gesichert. Die Bundeswehr bohrte Brunnen und bot medizinische Versorgung für die Bevölkerung an. Die Presse verbreitete Bilder von uniformierten Entwicklungshelfern.
Befriedete Gebiete konnten in dem gescheiterten Staat nicht garantiert werden. Die Sicherheitslage verschlechtert sich bis Juli 1993 zunehmend. Die Bundeswehr verließ Somalia Ende März 1994. Auch die Amerikaner zogen sich nach der gescheiterten Operation Irene zurück.
Somalia ist noch immer ein gescheiterter Staat und gilt als instabiler als das Bürgerkriegsland Syrien.

## Positionen

### Stimmung der Öffentlichkeit
Das Allensbacher Institut führte Befragungen zur Zustimmung der deutschen Bevölkerung an UN-Einsätzen durch. Diese steigt in den alten Bundesländern von 36 % im Dezember 1988 auf 54 % im Januar 1993. In den neuen Bundesländern vergrößert sich die Zustimmung von 26 % im März 1992 auf 42 % im Januar 1993 und fällt dann wieder auf 29 % im April 1995.

### CDU
Repräsentativ für die Perspektive der CDU kann Karl Lamers Interview „von deutscher Drückebergerei“ im Spiegel am 16. März 1992 angesehen werden. Er stellt fest, dass die starke Selbstbeschränkung der BRD nur in einem teilsouveränen Staat begründbar sei. Stärkeres Engagement sei nötig für die Handlungsfähigkeit der Außenpolitik, sowie zur Erfüllung der Rolle im Bündnis mit den anderen Mitgliedern der NATO, sowie zur weiteren europäischen Integration. Er fordert die Übernahme von mehr internationaler Verantwortung. Auch zur Sicherung von deutschem Einfluss und Mitspracherecht in internationalen Systemen, denn wer keine Verantwortung trage, habe auch nicht zu entscheiden.

### SPD
In der SPD wurden Auslandseinsätze äußerst kontrovers diskutiert. Die Mehrheit der Partei wollte die Bundeswehr nur zur Landes- und Bündnisverteidigung, also unterhalb der „Einsatzschwelle“ im Art. 87a Abs. 2 des GG und zur humanitären Hilfe im Ausland einsetzen. Peacekeeping Einsätze seien nicht konform zur Verfassung. Wichtig war der SPD dabei eine Differenzierung von friedlichen, humanitären Hilfseinsätzen im Gegensatz zu gewaltsamen Friedensschaffenden Missionen. Als maßgeblich für die Zustimmung zu Einsätzen wurden vor allem die Bewaffnung der Soldaten, ihr konkreter Auftrag und Status innerhalb der UN-Operation angesehen.
Die Pazifisten in der Partei sprachen sich gegen jede Teilnahme der Bundeswehr an Einsätzen der Vereinten Nationen aus. Blockfreie Staaten sollten sich engagieren. Sie befürchteten eine Remilitarisierung Deutschlands über den Umweg der internationalen Sicherheit.
Der realpolitische Flügel um Schmidt, Bahr, Gerster und Brandt blickte wohl auf Kapitel VII der UN-Charta, diese sieht „Friedenschaffende“ Maßnahmen vor und befürwortete eine Grundgesetzänderung. Mit Perspektive auf die Regierungsfähigkeit der SPD solle das Grundgesetz dahingehend geändert werden, dass Kampfeinsätze unter Kommando der UN gestattet sein sollten. Interessant ist in diesem Kontext eine erforderliche Reform der UN zur Erzeugung eines supranationalen Gewaltmonopols.

### PDS
Die seit 1990 im Bundestag vertretene Partei vertrat die radikalste Auffassung. Sie plädierte für eine Abschaffung der Bundeswehr. Natürlich sollte die Armee niemals im Ausland eingesetzt werden.

### Ausland

#### USA
Die USA erwarteten von der Bundesrepublik, ihrer neuen Rolle in der Welt gerecht zu werden. Japan hatte in diesem Sinne 1992 seine Verfassung geändert. Der US-Senat verabschiedete eine vom Republikaner William Cohen eingebrachte Resolution mit der Forderung nach einer einsatzaffineren Verfassung in Deutschland. Hauptärgernis des US-Militärs war die Frage nach der deutschen Beteiligung am AWACS-Verband. Hier witterten amerikanische Politiker eine Krise der NATO. Im Februar 1993 wurden deutsche Verbindungsoffiziere von einer Übung der US Rangers und der Fremdenlegion ausgeladen.

#### Frankreich
Für Frankreich war eine deutsche Partizipation wünschenswert. Einerseits trugen die französischen Streitkräfte regelmäßig zu UNO-Missionen bei, andererseits erhoffte sich Frankreich den Aufbau einer gemeinsamen europäischen Sicherheits- und Verteidigungspolitik. So wurde über den Einsatz des Eurokorps in Ruanda und Bosnien nachgedacht.
Eine Minderheit lehnte eine Neuausrichtung deutscher Sicherheitspolitik ab. Sie befürchteten eine deutsche Hegemonialstellung in Europa und sahen in der Betonung von französischem Militärpotential eine Antwort auf die wirtschaftliche Stärke Deutschlands.

#### Weitere
Das britische Außenministerium erklärte gegenüber Journalisten, eine Einmischung in innerdeutsche Probleme sei unangebracht. Ein Admiral erklärte, wünschenswert sei die Funktionsfähigkeit der NATO, daher reibungslose Einsätze von AWACS, sowie stop&search-Missionen.
1994 sprach sich Boris Jelzin für die Partizipation Deutschlands an friedenssichernden Maßnahmen aus. Einsätze auf dem Balkan und auf dem Gebiet der ehemaligen Sowjetunion seien möglich.
In Israel wünschte man sich eine Beteiligung Deutschlands an der Weltpolitik. So sei die Bundeswehr gerne gesehen auf den Golanhöhen zur Überwachung des Friedens zwischen Israel und Syrien.

#### Vereinte Nationen
Generalsekretär Boutros-Ghali hob wiederholt die aus der Größe und Bedeutung Deutschlands resultierende Schlüsselrolle des Staates hervor. Er dankte für Finanzierung und Logistik.

„Aber […] wir brauchen mehr: Wir brauchen eine Vollständige Teilnahme der Bundesrepublik an friedenserhaltenden, friedensschaffenden, friedensdurchsetzenden Maßnahmen.“

 Die Vereinten Nationen seien aufgrund ihrer Einsätze am Limit ihrer Fähigkeiten. Beinahe alle 179 Mitglieder hielten die Partizipation deutschen Militärs an weiteren Einsätzen für wünschenswert.

## Urteil des Bundesverfassungsgerichts
Zur verfassungsrechtlichen Klärung eines von den Vereinten Nationen autorisierten Einsatzes deutscher Streitkräfte brachte die Fraktion der SPD im Juni 1992 einen Gesetzentwurf mit ausführlicher Begründung ein. Die Gruppe PDS/Linke Liste stellte ihren Entwurf zur „Änderung des Grundgesetzes“ vor mit dem Ziel, die Bundeswehr ausschließlich zur Verteidigung bundesdeutschen Territoriums einzusetzen. Die Fraktionen der CDU/CSU und F.D.P. wollten ein Gesetz zur „klarstellenden Ergänzung des Grundgesetzes“. Bündnis 90/Die Grünen forderten, Artikel 24 und Artikel 87a des Grundgesetzes neu zu fassen. Die Vorlagen wurden zur Beratung an die Ausschüsse überwiesen.
In einem Organstreitverfahren zwischen den Fraktionen der SPD, FDP sowie einzelnen Abgeordneten dieser Fraktionen und der damaligen Bundesregierung stellte das Bundesverfassungsgericht (BVerfG) im Urteil vom 12. Juli 1994 fest, dass deutsche Streitkräfte auf Grundlage von durch den Bundestag beschlossenen Gesetzen eingesetzt werden dürfen. Des Weiteren konstatierte es, dass traditionelle Blauhelmeinsätze von solchen mit friedenssichernden Maßnahmen nicht klar abgegrenzt werden können. In der Verwendung der Bundeswehr im Rahmen von Systemen der kollektiven Sicherheit arbeitet die Bundeswehr im Rahmen und nach den Regeln dieses Systems. Der Begriff der Selbstverteidigung wird kongruent zum Kapitel VII der Charta der Vereinten Nationen definiert als Verteidigung gegen Maßnahmen, welche Friedenstruppen an der Erfüllung ihrer Aufträge hindern.
Der Einsatz von Streitkräften steht unter Parlamentsvorbehalt. Parlamentsheer ist der vom BVerfG in diesem Kontext geprägte, unpräzise Begriff. In der Folge gab es ca. 50 Einsatzentscheidungen über den Einsatz bewaffneter Streitkräfte im Ausland ohne nähere gesetzliche Regelung. Erst am 18. März 2005 verabschiedete der Bundestag das Parlamentsbeteiligungsgesetz (ParlBG), das Form und Ausmaß der Beteiligung des Bundestages beim Einsatz bewaffneter deutscher Streitkräfte im Ausland regelt (§ 1 Abs. 1 Satz 1 ParlBG).

## Analyse
Verantwortungsvolle Außenpolitik gebietet die Durchsetzung der eigenen Position. Zur Zeit des Bosnienkonfliktes macht der Satz die Runde „Deutschland scheut sich nicht französisches Blut zu vergießen“. Einerseits will die BRD die Vereinten Nationen für die Sicherheit der Balkanstaaten garantieren lassen, scheut sich aber andererseits eigene Truppen einzusetzen.
Mit Blick auf einen permanenten Sitz Deutschlands im UN-Sicherheitsrat, war es auch eine Forderung der USA, dass sich Deutschland stärker an der internationalen Friedenssicherung beteiligt.
Interessant ist, dass beide Großparteien die deutsche Unabhängigkeit im Blick haben. Die SPD hält einen potentiellen Missbrauch der UN für Operationen wie den 2. Golfkrieg und die damit verbundene Durchsetzung von Partikularinteressen für möglich. Die CDU möchte sich dem Einfluss Chinas und Russlands auf den Sicherheitsrat entziehen und ebenso deren Partikularinteressen zurückhalten.
Mit Blick auf die NATO kann gesagt werden, dass sich aus dem Untergang des Ostblocks neue Problem- und Aufgabenfelder ergeben haben. So kann der Zusammenbruch von Bosnien-Herzegowina auf die Schwächung der russischen Position zurückgeführt werden, auch der Konflikt am Golf ist unter anderem in der veränderten geopolitischen Situation begründet.